# La Trampa (delstaten Mexiko)
La Trampa är en ort i kommunen Otzolotepec i delstaten Mexiko i Mexiko. Samhället hade 150 invånare vid folkräkningen år 2020.